# نيك ريتشموند
نيك ريتشموند (بالإنجليزية: Nick Richmond)‏ هو لاعب كرة قدم أمريكية أمريكي، ولد في 1 مايو 1987.